# Chloridolum pulchricolle
Chloridolum pulchricolle là một loài bọ cánh cứng trong họ Cerambycidae.